# Tanyptera brevipecten
Tanyptera brevipecten là một loài ruồi trong họ Ruồi hạc (Tipulidae). Chúng phân bố ở miền Cổ bắc.